# Albatros à queue courte
Phoebastria albatrus
Espèce
Statut de conservation UICN

 VU D2 : Vulnérable
Statut CITES
L’Albatros à queue courte (Phoebastria albatrus) est aussi appelé Albatros de Steller.
En 1769, Peter Simon Pallas lui avait donné  comme nom scientifique Diomedea albatrus. Il a depuis été reclassé dans le genre Phoebastria.

## Étymologie
C'est le zoologiste russe Georg Wilhelm Steller (1709-1746) qui est commémoré dans le nom albatros de Steller.

## Répartition et menaces

Carte de répartition

L'Albatros à queue courte nidifie sur Torishima et Minami-kojima (îles Senkaku).
Cet albatros était sans doute la plus répandue des trois espèces d'albatros du Pacifique Nord. Des millions d'oiseaux ont été tués pour les plumes et les œufs et l'espèce semblait éteinte en 1949. Il y en reste environ 2 000 albatros à queue courte actuellement mais l'avenir de l'espèce est incertain, la majorité des nids de la population mondiale se trouve sur le volcan actif de Torishima et les oiseaux sont menacés par la pêche à la palangre qui provoque leur noyade.
Les modifications climatiques constituent une autre incertitude par la réduction de la disponibilité alimentaire en modifiant la température des eaux du Pacifique et, par une augmentation de la fréquence et de l'intensité des typhons qui menacent l'élevage des poussins en raison de plus fortes pluies qui érodent les pentes raides volcaniques où nichent les oiseaux.